# Уська-Орочська
У́ська-Оро́чська (рос. Уська-Орочская) — село у складі Ванінського району Хабаровського краю, Росія. Адміністративний центр Уська-Орочського сільського поселення.

## Географія
Розташоване на березі річки Тумнін.

## Історія
У 1897 році на місці сьогоднішнього села з'явилося ороцьке стійбище. Його першим жителем став Осип Акунка (в просторіччі — Оська), його ім'я з часом трансформувалося в Уська і стало ороцькою назвою села.
У 1908 році Уську відвідав Володимир Арсеньєв, який провів перепис населення в басейні річки Тумнін. Згідно з даними Арсеньєва, населення Уськи на той момент складало 32 людини. У 1924 році в СРСР був проведений перепис населення, за даними якої в Усьці проживало 107 осіб. У 1926 році в Усьці була утворена Ороцька сільська рада. Першим головою сільської ради був обраний Михайло Петрович Намунка. В цьому ж році в селі Олексіївка, за 18 км від станції Уська, навпроти великого стійбища орочів Монгохто, була відкрита перша освітня школа для дітей орочів, в яку зібрали 20 дітей від 8 до 16 років. Тут же вони вчилися і жили. У 1930 році стійбище з Олексіївки перевели в Уську, яка стала найбільшим стійбищем на річці Тумнін.
У 1934 році був утворений колгосп «Ороч», куди увійшли не тільки жителі села Уська, але і орочі сіл Джугджу, Чепсари, Імбо, Уська-Руська. У 1936 році на місці стійбища було утворено село Усть-Орочі, утворена Устинська сільська Рада депутатів трудящих. На той момент село відносилося до Совєтсько-Гаванського району Приморської області Далекосхідного краю. У 1938 році, після поділу Далекосхідного краю на Хабаровський і Приморський, село увійшло до складу Приморського краю. У 1941 році Совєтсько-Гаванський район був ліквідований, його територія увійшла в приміську зону міста Совєтська Гавань. У 1948 році приміська зона була передана з Приморського краю в Хабаровський.
Жителі села Усть-Орочі брали участь в Другій світовій війні. 14 уродженців села загинули на війні, в їх числі — відомий снайпер Кирило Батум. 22 червня 1945 році було відкрито рух на залізничній лінії Комсомольськ-на-Амурі — Совєтська Гавань. Тоді ж у селі була побудована залізнична станція, яка і після перейменування села носить назву Усть-Орочі. У 1948 році недалеко від Усть-Орочів були побудовані два нові селища лісозаготівельників — Серпантин і Теплий ключ, які проіснували до 1958 і 1977 році відповідно.
У 1960 році в селі було побудовано нову школу, з'явився дитячий сад, ясла і медпункт. У 1965 році на території приміської зони міста Совєтська Гавань був відновлений Совєтсько-Гаванський район, до складу якого увійшло і село Усть-Орочі. У 1967 році колгосп «Ороч» був об'єднаний з колгоспом «Заповіти Ілліча». Це викликало відтік населення з Усть-Орочів і прилеглих населених пунктів, села Чепсари, Імбо, Джугжу, Сільгосп «50-річчя Жовтня» були повністю покинуті. У 1971 році Усть-Ороцька семирічна школа-інтернат була перетворена в середню школу.
27 грудня 1973 році зі складу Совєтсько-Гаванського району було виділено Ванінський район, до складу якого увійшло і село Усть-Орочі. У 1976 році в районі села сталася сильна лісова пожежа. Населення, що проживало в Усть-Орочах і прилеглих селах, було евакуйовано. Вогонь повністю знищив селище Теплий ключ, а також села, залишені населенням після розформування колгоспу «Ороч». У 1986 році, за рішенням Хабаровського крайвиконкому, село Усть-Орочі було перейменовано в село Уська-Ороцька.

## Населення
Населення — 813 осіб (2010; 1242 у 2002).
Національний склад (станом на 2002 рік):
- росіяни — 87 %

| 2002 | 2010 | 2011 | 2012 |
| ---- | ---- | ---- | ---- |
| 1242 | ↘813 | ↘807 | ↘766 |

## Господарство

### Транспорт
Село Уська-Ороцька розташоване безпосередньо біля залізничного полотна. У селі є залізнична станція (5 клас), квиткова каса, що належить ДОП Далекосхідної залізниці та зал очікування на 25 місць.
Від села є автомобільна дорога (ґрунтова), яка виходить на автодорогу Совгавань-Монгохто в районі зал. станції Дюанка. Дорога — гірський серпантин, перепади висот до 300 метрів. Автобусного сполучення немає.

### Освіта і культура
У поселенні розташована МБОУ ЗОШ с. Уська-Ороцька, де навчалися 68 учнів (за станом на 2013 р), при потужності 240 місць. Є дитячий сад «Дзвіночок», який відвідують 32 дитини. Потужність дитячого садка 55 місць.
У селі є Будинок Культури і бібліотека.

### Охорона здоров'я
В селищі є поліклінічне відділення КЦЛУЗ «Ванінська ЦРЛ». Прийом ведуть терапевт і педіатр.
На території села є філія аптеки № 33 відомства ХКДУП «Фармація».

### Зв'язок
У селі є власний ретранслятор, який транслює три телевізійних програми (Перший канал, Росія-1 і Перше крайове телебачення), поштового зв'язку, відділення ощадбанку, станція АТС на 200 номерів і пожежна служба.